# Grabowskia

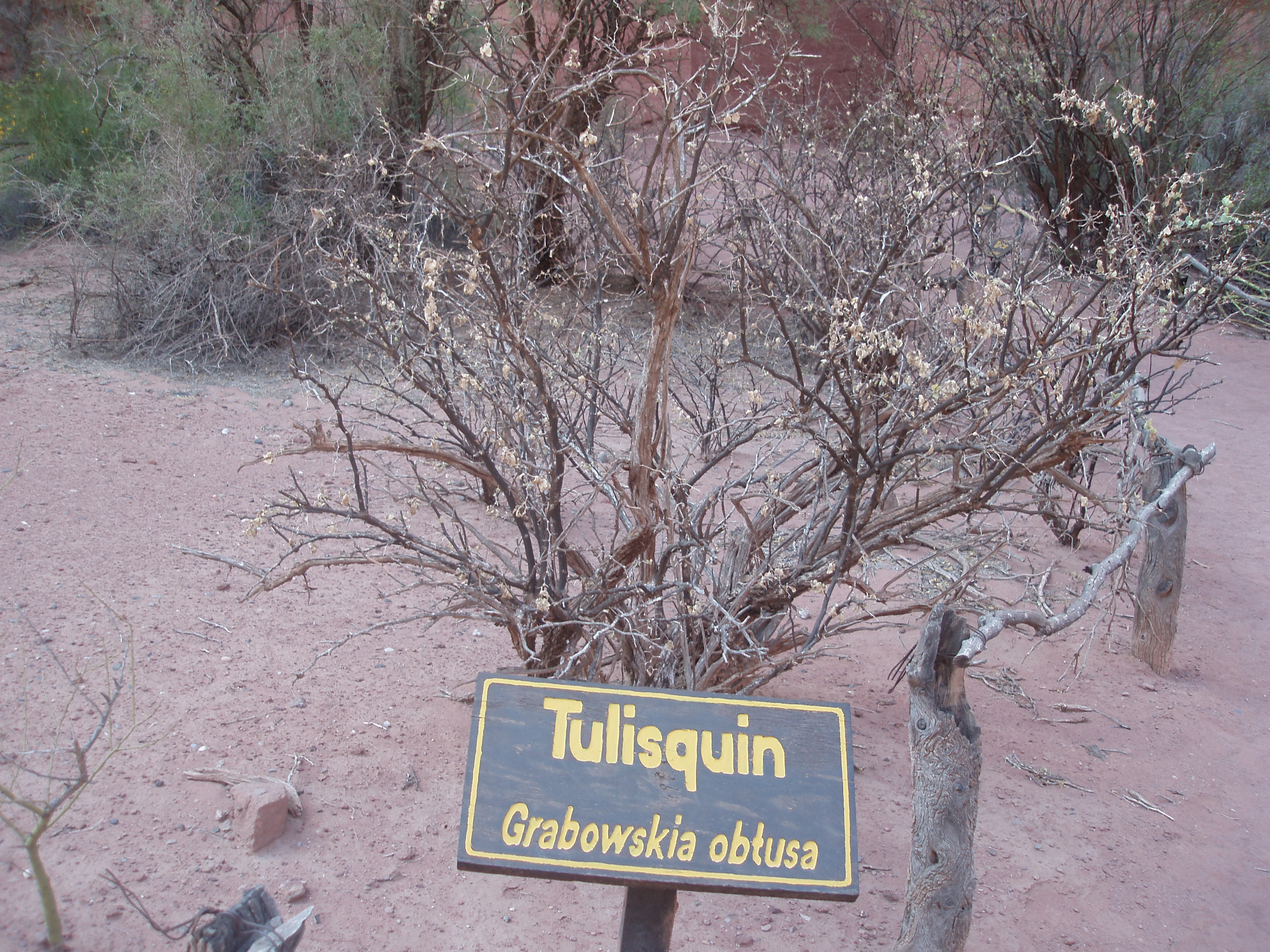
Grabowskia obtusa.

Grabowskia é um género de plantas com flor pertencente à subfamília Solanoideae da família das Solanaceae, que inclui 4-7 espécies com distribuição natural na América do Sul. O nome gnérico é uma homenagem ao botânico e farmacêutico alemão Heinrich Emanuel Grabowski (1792–1842).

## Espécies
O género Grabowskia inclui as seguintes espécies:
- Grabowskia ameghinoi Speg.
- Grabowskia boerhaaviifolia (L. f.) Schltdl.
- Grabowskia duplicata Arn.
- Grabowskia glauca I.M.Johnst.
- Grabowskia lindleyi Sendtn.
- Grabowskia megalosperma Speg.
- Grabowskia obtusa Arn.
- Grabowskia schizocalyx Dammer
- Grabowskia sodiroi Bitter
- Grabowskia spegazzinii Dusén

## Sinonímia
- Pukanthus